# Gobierno Prohens
El Gobierno Prohens es la composición del gobierno de las Islas Baleares desde el 10 de julio de 2023, durante la XI legislatura del Parlamento de las Islas Baleares. Está presidido por Marga Prohens.

## Historia
Después de que el PP quedase como primera fuerza en el Parlamento de las Islas Baleares tras las elecciones del 28 de mayo de 2023, Marga Prohens fue investida como Presidente del Gobierno de las Islas Baleares sucediendo a Mae de la Concha y gracias a los votos del PP y VOX en el Parlamento. La composición del Gobierno Prohens comenzó el 10 de julio de 2023.[cita requerida]
El gobierno está formado por diez consejerías en total y una vicepresidencia, donde dos carteras (Igualdad y Medio Ambiente) fueron suprimidas y acopladas a otras competencias.[cita requerida]

## Composición
El gabinete del ejecutivo consiste en la presidenta, Margalida Prohens, y diez consejeros.
| Departamento                                      | Imagen | Consejero/a                         | Partido | Partido | Cronología                                |
| ------------------------------------------------- | ------ | ----------------------------------- | ------- | ------- | ----------------------------------------- |
| Presidenta                                        |        | Margalida Prohens                   | PP      |         | 6 de julio de 2023 — Actualidad           |
| Vicepresidencia y Economía, Hacienda e Innovación |        | Antoni Costa Costa                  | PP      |         | 10 de julio de 2023 — Actualidad          |
| Presidencia y Administraciones Públicas           |        | Antònia Maria Estarellas Torrens    | PP      |         | 10 de julio de 2023 — Actualidad          |
| Empresa, Empleo y Energía                         |        | Alejandro Sáenz de San Pedro García | Indep.  |         | 10 de julio de 2023 — Actualidad          |
| Salud                                             |        | Manuela García Romero               | PP      |         | 10 de julio de 2023 — Actualidad          |
| Educación y Universidades                         |        | Antoni Vera Alemán                  | PP      |         | 10 de julio de 2023 — Actualidad          |
| Turismo, Cultura y Deportes                       |        | Jaume Bauzá Mayol                   | PP      |         | 10 de julio de 2023 — Actualidad          |
| Vivienda, Territorio y Movilidad                  |        | Marta Vidal Crespo                  | PP      |         | 10 de julio de 2023 — 18 de julio de 2024 |
| Vivienda, Territorio y Movilidad                  |        | José Luís Mateo Hernández \|        | PP      |         | 18 de julio de 2024 - Actualidad          |
| Familia y Servicios Sociales                      |        | Catalina Cirer Adrover              | PP      |         | 10 de julio de 2023 — Actualidad          |
| De la Mar y del Ciclo del Agua                    |        | Juan Manuel Lafuente Mir            | PP      |         | 10 de julio de 2023 — Actualidad          |
| Agricultura, Pesca y Medio Natural                |        | Joan Simonet Pons                   | PP      |         | 10 de julio de 2023 — Actualidad          |

### Línea temporal
| Predecesor: Segundo Gobierno Armengol | Gobierno Prohens Desde el 10 de julio de 2023 | Sucesor: - |